# Gravelotte
Gravelotte – miejscowość i gmina we Francji, w regionie Grand Est, w departamencie Mozela.
Według danych na rok 1990 gminę zamieszkiwało 530 osób, a gęstość zaludnienia wynosiła 94 osób/km² (wśród 2335 gmin Lotaryngii Gravelotte plasuje się na 571. miejscu pod względem liczby ludności, natomiast pod względem powierzchni na miejscu 953.).
Miejsce decydującej bitwy wojny francusko-pruskiej w roku 1870.